# Omer Nir'on
Omer Ya'acov Nir'on (in ebraico עומר יעקב ניראון‎?; Rishon LeZion, 17 aprile 2001) è un calciatore israeliano, portiere del Maccabi Netanya.

## Biografia
È figlio dell'ex calciatore Danny Nir'on ed è in possesso del passaporto danese.

## Carriera

### Club
Nir'on ha giocato a livello giovanile con Maccabi Tel Aviv, Shimshon Tel Aviv, Maccabi Herzliya e Bnei Yehuda. Con quest'ultimo club ha debuttato nel calcio professionistico il 18 agosto 2018 nell'incontro di Coppa Toto perso ai rigori contro il Bnei Sakhnin. Il 25 maggio 2019 ha debutatto anche in Ligat ha'Al contro l'Hapoel Hadera.
Nel 2019 è stato ceduto in prestito all'H. Rishon LeZion ma nel mercato di gennaio ha fatto ritorno a Tel Aviv senza aver mai debuttato. Nella stagione 2020-2021 è stato designato come portiere titolare del club, che a fine anno è retrocesso in seconda divisione. Nell'estate del 2021 è passato in prestito all'Hapoel R. HaSharon con cui ha giocato 32 partite e nella stagione 2022-2023 è stato nuovmente confermato in prima squadra dallo Bnei Yehuda.
Nel luglio del 2023 è passato in prestito allo Zrinjski Mostar in Bosnia ed Erzegovina ma ha disputato un solo incontro nella prima metà di stagione. Nel mercato di gennaio seguente è stato prestato al Maccabi Netanya, che al termine della stagione lo ha acquistato a titolo definitivo.

### Nazionale
Ha giocato nelle nazionali giovanili israeliane Under-18, Under-19 ed Under-21.
Nel 2024 ha partecipato ai Giochi Olimpici.

## Statistiche

### Presenze e reti nei club
Statistiche aggiornate al 21 luglio 2024.
| Stagione        | Squadra            | Campionato      | Campionato | Campionato | Coppe nazionali | Coppe nazionali | Coppe nazionali | Coppe continentali | Coppe continentali | Coppe continentali | Altre coppe | Altre coppe | Altre coppe | Totale | Totale | Totale |
| Stagione        | Squadra            | Comp            | Pres       | Reti       | Comp            | Pres            | Reti            | Comp               | Pres               | Reti               | Comp        | Pres        | Reti        | Pres   | Reti   |        |
| --------------- | ------------------ | --------------- | ---------- | ---------- | --------------- | --------------- | --------------- | ------------------ | ------------------ | ------------------ | ----------- | ----------- | ----------- | ------ | ------ | ------ |
| 2018-2019       | Bnei Yehuda        | LH              | 1          | -2         | CI+TC           | 0+1             | 0               |                    | -                  | -                  |             | -           | -           | 2      | -2     |        |
| 2019-gen. 2020  | H. Rishon LeZion   | LL              | 0          | 0          | CI+TC           | 0               | 0               |                    | -                  | -                  |             | -           | -           | 0      | 0      |        |
| gen.-giu. 2020  | Bnei Yehuda        | LH              | 3          | 0          | CI+TC           | 0               | 0               |                    | -                  | -                  |             | -           | -           | 3      | 0      |        |
| 2020-2021       | Bnei Yehuda        | LH              | 27         | -38        | CI+TC           | 1+4             | -3,-6           |                    | -                  | -                  |             | -           | -           | 32     | -47    |        |
| 2021-2022       | Hapoel R. HaSharon | LL              | 32         | -38        | CI+TC           | 0               | 0               |                    | -                  | -                  |             | -           | -           | 32     | -38    |        |
| 2022-2023       | Bnei Yehuda        | LL              | 33         | -47        | CI+TC           | 0               | 0               |                    | -                  | -                  |             | -           | -           | 33     | -47    |        |
| 2023-gen. 2024  | Zrinjski Mostar    | PL              | 1          | -3         | CB              | 0               | 0               | UCL+UEL+UECL       | 0                  | 0                  |             | -           | -           | 1      | -3     |        |
| gen.-giu. 2024  | Maccabi Netanya    | LH              | 10         | -11        | CI+TC           | 3+0             | -5,0            |                    | -                  | -                  |             | -           | -           | 13     | -16    |        |
| Totale carriera | Totale carriera    | Totale carriera | 107        | -139       |                 | 9               | -14             |                    | 0                  | 0                  |             | -           | -           | 116    | -153   |        |